# Иди, Джим
Джим Иди (англ. Jim Eadie; род. 10 февраля 1968, Глазго, Великобритания) — британский шотландский политик. Член партии Альба. Бывший член Шотландской национальной партии. Член парламента Шотландии от округа Южный Эдинбург с 2011 по 2016 год.

## Личная жизнь
Родился 10 февраля 1968 года в Глазго. Окончил среднюю школу Уэверли. Продолжил образование в университете Стратклайда. После работал в профсоюзе медицинских работников — «Королевский колледж по уходу за больными» и на Шотландском телевидении. В 2002 году возглавил шотландский филиал Ассоциации британской фармацевтической промышленности. В 2007 году начал собственное дело по консультированию в сфере здравоохранения. Джим Иди — открытый гомосексуал.

## Политическая деятельность
На выборах в парламент Шотландии в 2011 году баллотировался от Шотландской национальной партии в округе Южный Эдинбург. Иди победил, обойдя предыдущего депутата от округа — либерал-демократа Майка Прингла с небольшим перевесом в 693 голоса. На тех же выборах он был одиннадцатым кандидатом Шотландской национальной партии в регионе Лотиан.
Иди был одним из семи ЛГБТ-депутатов в 4-м парламенте Шотландии. В 2014—2016 годах исполнял обязанности секретаря парламентского комитета по инфраструктуре и капитальным инвестициям. На выборах в парламент Шотландии в 2016 году Иди снова баллотировался в своём округе, но проиграл. На досрочных парламентских выборах в Великобритании в 2017 году он выдвинул свою кандидатуру всё в том же округе Южный Эдинбург и также не прошёл. На выборах в парламент Шотландии в 2021 году Иди баллотируется от партии Альба в регионе Центральная Шотландия и Файф.